# بال هشتاد و هشتی آنا
پروانه بال هشتاد و هشتی آنا (نام علمی: Diaethria anna) از گونه پروانه‌هایی است که در سال ۱۸۴۴ میلادی توصیف علمی شدند. آمریکای جنوبی و مرکزی زیستگاه این گونه‌است. نمونه‌های جدا افتاده از این پروانه در تگزاس نیز دیده شده‌است.

## ظاهر
نقش روی بال این پروانه عدد 88 لاتین را نشان می‌دهد.